# Wielki Wodospad

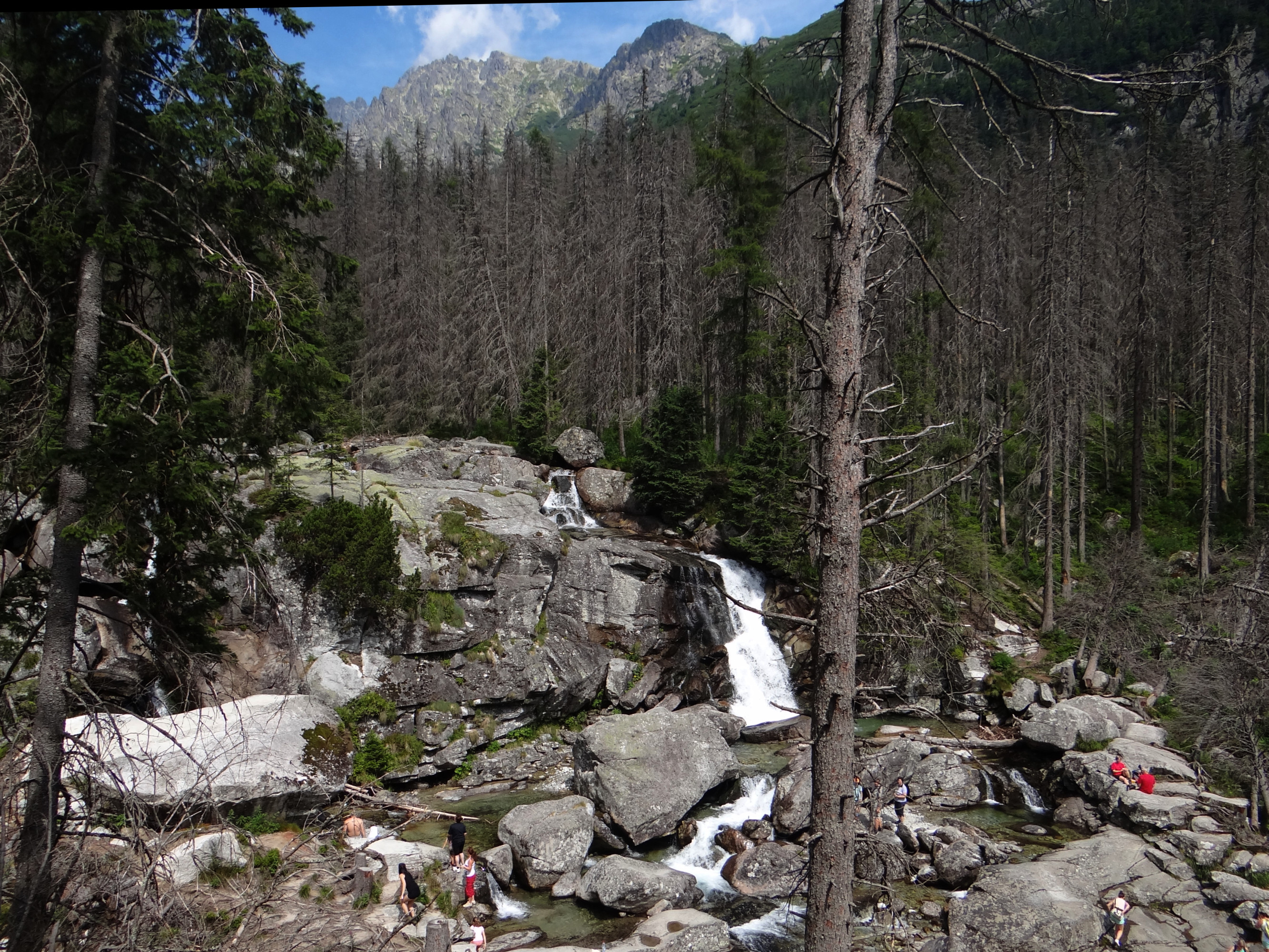
Wielki Wodospad i widok na grań Łomnicy

Wielki Wodospad (słow. Veľký vodopád) – jeden z czterech  Wodospadów Zimnej Wody w słowackich Tatrach Wysokich. Znajduje się na potoku Zimna Woda w Dolinie Zimnej Wody. Jest to w kolejności od dołu drugi z tych wodospadów. Znajduje się na wysokości około 1240 m, przy rozdrożu trzech szlaków turystycznych. Był jednym z pierwszych w Tatrach celów turystycznych. Odwiedzali go kuracjusze ze Starego Smokowca, oni też rozsławili Wodospady Zimnej Wody. Wodospad Wielki uważany jest za najpiękniejszy z nich, ale jeden z polskich turystów ok. 1865 roku pisał jednak o tych wodospadach: „...całe Węgry cudują się nad nimi... a przecież oba nie umyły się nawet do naszej Siklawy”.
Woda spadająca z skalnych progów wybiła wiele kotłów eworsyjnych. W wodospadzie tym zdarzały się śmiertelne wypadki, szczególnie podczas wykonywania zdjęć. Obecnie przy wodospadzie wykonano metalowe barierki ochronne.

## Szlaki turystyczne
Tatrzańska Leśna – rozdroże nad Długim Wodospadem – rozdroże przy Wielkim Wodospadzie
  Smokowieckie Siodełko (Hrebienok) – rozdroże nad Długim Wodospadem – rozdroże przy Wielkim Wodospadzie
  Tatrzańska Łomnica – Dolina Łomnicka – rozdroże przy Wielkim Wodospadzie